# FAV E.440
Die Baureihe E.440 war eine Elektrolokomotiv-Baureihe der privaten italienischen Eisenbahn Ferrovia Alta Valtellina. Sie entstand aus Teilen der geplanten Elektrolokomotive FS E.471 und war bis 1967 im Betrieb, bis die Elektrifizierung mit Drehstrom auf der FAV beendet wurde.

## Geschichte
Der geplante Versuch der Elektrifizierung der Eisenbahnstrecke Rom–Sulmona mit Drehstrom 10 kV/45 Hz ergab für die Firma CEMSA in Saronno einen Auftrag von zehn Lokomotiven mit einem rotierenden Umformer. Die Entwicklungsarbeiten wurden von dem zweiten Ingenieur der Firma, Erminio Mascherpa, in Zusammenarbeit mit Kálmán Kandó durchgeführt. Die Lokomotive sollte auf der 45-Hz-Strecke eine Leistung von 3.270 kW bei 100 km/h erreichen. Eine Lokomotive wurde fertiggestellt und auf der mit Drehstrom 3,6 kV/16,7 Hz elektrifizierten Strecke Lecco–Sondrio erprobt. Gleichzeitig waren vier Exemplare angearbeitet worden. Bei der Erprobung erwies sich der Umformer als nicht bahntauglich, und die Lokomotive musste 1929 abgestellt werden.
Als die private italienische Eisenbahn Ferrovia Alta Valtellina ihre Strecke von Sondrio nach Tirano mit Drehstrom 3,6 kV/16,7 Hz elektrifizieren wollte, benötigte sie vier Elektrolokomotiven. Die Firma CEMSA bot an, aus den Teilen für die vier geplanten Lokomotiven FS E.471 vier Lokomotiven in abgeänderter Form herzustellen. Dafür wurden die Führerhäuser, die Stangenstromabnehmer, das Fahrwerk, die Kompressoren und viele Kleinteile der geplanten Elektrolokomotive weiterverwendet. So entstanden für die Privatbahn die Lokomotiven E.440.1–4, die 1932/33 in Betrieb gingen.
1953 wurde der Betrieb auf der Strecke Monza–Lecco–Sondrio auf Gleichstrom 3 kV umgestellt. Das erforderte die Versorgung der Strecke Sondrio–Tirano mit einer separaten Behelfsleitung, wodurch der Betrieb sehr unzuverlässig wurde. Die Lokomotiven führten den Betrieb auf der Linie bis 1967 durch, als der Bahnbetrieb mit Drehstrom 3,6 kV/16,7 Hz hier endete. Bis 1974 standen noch die vier Maschinen der Reihe in Tirano abgestellt. Die E.440.3 wurde wieder in den Ursprungszustand zurückversetzt und steht heute im Eisenbahnmuseum Pietrarsa.

## Technische Beschreibung
Die Lokomotive FAV E.440 ist die einzige elektrische Lokomotive mit Drehstrom-Antrieb mit der Achsfolge D. Das äußere Erscheinungsbild erinnert an die Lokomotive FS E.552. Sie besitzt ebenso wie diese Lokomotive nur einen Führerstand und einen Maschinenraum, der die Fahrmotoren, den Flüssigkeitsanlasser und die Hilfsbetriebe beinhaltete.
Die zweite Achse wird über das Gestänge der Bauart Kandó angetrieben. Mit diesem Antrieb waren die Lokomotiven noch zum Betriebsende ausgerüstet.
Im elektrischen Teil wurde die Lokomotive etwas anders als die FS E.552 gestaltet. Sie hatte lediglich zwei Fahrstufen mit den Geschwindigkeiten 33 und 50 km/h. Innerhalb dieser Fahrstufen wurde der von der Fahrleitung übernommene Drehstrom mit dem optimalen Leistungsfaktor den Fahrmotoren zum Antrieb übergeben. Nur in diesen Geschwindigkeitsstufen konnte die Lokomotive wirtschaftlich fahren.
Zum Anfahren und zum Beschleunigen zwischen den beiden Fahrstufen diente der Flüssigkeitsanlasser. Dieses Aggregat arbeitete als Flüssigkeitswiderstand, der eine gleichmäßige Beschleunigung ermöglichte. Als Flüssigkeit diente eine 0,5-prozentige Sodalösung, die je nach Bedarf in den Anlasser eingefüllt wurde und dadurch zwischen den Elektrodenplatten eine Verbindung von gleichmäßig abnehmendem Widerstand gewährleistete. Die Beschleunigung konnte der Lokführer auf einem separaten Hebel neben der Geschwindigkeitsstufe einstellen. Da diese Sodalösung beim Beschleunigen sich erwärmte und das Wasser teilweise verdampfte, musste die Lokomotive beim Aufrüsten im Depot und von Zeit zu Zeit Wasser für die Widerstände nachfüllen.